# Jaguariúna Futebol Clube
O Jaguariúna Futebol Clube é um clube brasileiro de futebol da cidade de Jaguariúna, interior do estado de São Paulo. Foi fundado em agosto de 2005 com o nome de Associação Desportiva Jaguariúna.

## História
O Jaguariúna Futebol Clube foi fundado em agosto de 2005 sob o nome de Associação Desportiva Jaguariúna.

## Estatísticas

### Participações
| Aumento | Promovido à divisão superior  |
| Baixa   | Rebaixado à divisão inferior  |
| Inativo | Licenciamento no ano seguinte |

|  | Participações em 2020 |

| Competição | Competição      | Temporadas | Melhor campanha     | Anos      | A | R |
| São Paulo  | Segunda Divisão | 4          | 24º colocado (2017) | 2017-2020 | – |   |

### Temporadas
Legenda:
| Campeão Vice-campeão Eliminado nas semifinais | Campeão e promovido à divisão superior Vice-campeão e/ou promovido à divisão superior Rebaixado à divisão inferior | Classificado à fase de grupos da Copa Libertadores Classificado à fase preliminar da Copa Libertadores Classificado à Copa Sul-Americana Campeão do Campeonato do Interior |